# تاتیانا کوتووا
تاتیانا کوتووا (به انگلیسی: Tatiana Kotova) (زاده ۳ سپتامبر ۱۹۸۵) خواننده روسی است.
او به نمایندگی از روسیه در مسابقات دوشیزه دنیا در سال ۲۰۰۷ و همچنین مسابقات دوشیزه جهان در سال ۲۰۰۷ شرکت کرد.
او قبلاً عضو گروه ویا گرا بود.